# Coronavirus del síndrome respiratorio de Oriente Medio
El coronavirus del síndrome respiratorio de Oriente Medio (MERS-CoV), también denominado como EMC/2012 (HCoV-EMC/2012), conocido también como el virus del camello, es una especie de coronavirus que infecta a humanos, murciélagos y camellos. El virus infeccioso es un virus de ARN monocatenario envuelto, de sentido positivo, que ingresa a su célula huésped al unirse al receptor dipeptidil peptidasa-4 (DPP4). La especie es miembro del género Betacoronavirus y del subgénero Merbecovirus.
Inicialmente llamado nuevo coronavirus 2012 (2012-nCoV) o simplemente nuevo coronavirus (nCoV), se informó por primera vez en 2012 después de la secuenciación del genoma de un virus aislado de muestras de esputo de una persona que enfermó en un brote de gripe nueva en 2012 con una enfermedad respiratoria. MERS-CoV es uno de varios virus identificados por la Organización Mundial de la Salud como una posible causa de epidemias futuras. Lo enumeran para investigación y desarrollo urgentes.
Un pequeño porcentaje de las personas afectadas presentan enfermedad respiratoria de carácter leve. Casi todos los pacientes con infección por el virus se han contagiado en los países de la península arábiga o sus proximidades. Se sabe que las secreciones nasales de los camellos son transmisores de la enfermedad y ciertas especies de murciélago parecen ser un reservorio del virus, aunque algunos contagios se han producido por contacto directo o cercano con una persona infectada. Se han producido casos en el personal sanitario que atendía a los pacientes.

## Aislamiento
En septiembre de 2012 se aisló por primera vez el virus en un paciente saudí de 60 años que presentaba una neumonía aguda e insuficiencia renal grave. Para la identificación se utilizó un método de RT-PCR.

## Síntomas
La sintomatología de la infección por MERS-CoV consiste en tos, expectoración, neumonía, insuficiencia respiratoria y fallo renal. La mortalidad es muy alta, alrededor del 30 %. El virus presenta un fuerte tropismo por las células epiteliales no ciliadas de los bronquios, y ha demostrado ser capaz de evadir la respuesta inmune innata y antagonizar la producción de interferón en estas células. Este tropismo es único, ya que la mayor parte de los virus respiratorios apuntan hacia las células ciliadas.
Los primeros informes compararon al nuevo coronavirus con el virus causante del síndrome respiratorio agudo grave (SARS) por provocar síntomas parecidos.

## Epidemiología
| Número de casos y defunciones entre septiembre de 2012 y noviembre de 2013 |       |             |                 |
| País o región                                                              | Casos | Defunciones | Mortalidad en % |
| Omán                                                                       | 2     | 2           | 100 %           |
| Francia                                                                    | 2     | 1           | 50 %            |
| Italia                                                                     | 1     | 0           | 0 %             |
| Jordania                                                                   | 2     | 2           | 100 %           |
| Catar                                                                      | 9     | 3           | 33 %            |
| Arabia Saudi                                                               | 127   | 53          | 41 %            |
| Túnez                                                                      | 3     | 1           | 33 %            |
| Emiratos Árabes Unidos                                                     | 6     | 2           | 33 %            |
| Reino Unido                                                                | 3     | 2           | 67 %            |
| Kuwait                                                                     | 2     | 0           | 0 %             |
| Total                                                                      | 157   | 66          | 42 %            |
| Fuente: CDC                                                                |       |             |                 |

La mayor parte de los coronavirus humanos provocan síntomas leves y se encuentran asociados a los resfriados comunes. Sin embargo, algunos coronavirus, entre ellos el MERS-CoV, pueden causar infecciones severas en humanos, en ocasiones fatales. Hasta noviembre de 2013 la mayor parte de los casos detectados procedían de Arabia Saudí o países aledaños, la mortalidad entre los afectados es del 42 %.
En septiembre de 2012, Ron Fouchier sugirió que el virus podría haber tenido un origen animal y estar vinculado a los murciélagos. El genoma de este coronavirus tiene una alta identidad de secuencia con varios coronavirus aislados de murciélagos del género Pipistrellus. Esta identidad fue superior al 99 % en el caso de los genomas de dos coronavirus aislados de murciélagos en Hong Kong (HKU4 y HKU5).
Existen varias especies de Pipistrellus en la península arábiga. Es probable que la enfermedad sea una zoonosis, es decir una enfermedad infecciosa que puede ser transmitida entre especies diferentes. Es posible que los afectados hayan entrado en contacto de alguna forma con murciélagos o sus excrementos, contrayendo de esta forma el virus. También se ha demostrado que el MERS-CoV es capaz de infectar tanto células de murciélago, como porcinas y humanas. Esta propiedad podría indicar una barrera interespecífica muy débil entre diferentes huéspedes. No obstante, la transmisión de una persona a otra es posible y se ha comprobado en diferentes ocasiones.
Debido a las similitudes clínicas entre el MERS-CoV y el SARS-CoV, agente causante del Síndrome Respiratoria Agudo Severo, se ha propuesto que ambos virus podrían utilizar el mismo receptor celular, la enzima convertidora de angiotensina 2 (ECA2), una exopeptidasa. Sin embargo, estudios posteriores han identificado a la dipeptil peptidasa 4 (DPP4); también conocida como CD26, como el receptor celular funcional para el MERS-CoV. La secuencia de aminoácidos de la DPP4 se encuentra altamente conservada entre especies, y se expresa tanto en el epitelio bronquial como en los riñones de los seres humanos.
Desde 2012 a julio de 2017 se han confirmado 2040 casos, siendo más del 60 % en hombres, con una tasa de mortalidad de aproximadamente el 30 %.

## Diagnóstico
Para la detección del virus se pueden utilizar muestras de esputo o secreción nasofaríngea. La prueba recomendada es detección del ARN viral mediante la  Reacción en cadena de la polimerasa con transcriptasa inversa (RT-PCR del inglés Reverse transcription polymerase chain reaction). También puede emplearse una muestra de sangre para estudio serológico.

## Historia
En septiembre de 2012, el Dr. Ali Mohamed Zaki aisló e identificó el virus en un paciente saudí de 60 años. Posteriormente La Agencia de Protección de la Salud del Reino Unido (HPA, por sus siglas en inglés) confirmó el diagnóstico en un segundo paciente, un hombre Catarí de 49 años de edad que recientemente había llegado por vía aérea al Reino Unido. Este paciente murió a causa de una afección respiratoria severa en un hospital de Londres.
El 25 de septiembre de 2012, la Organización Mundial de la Salud (OMS) anunció que estaba estudiando la caracterización del nuevo coronavirus y decretó una alerta inmediata en todos los Estados miembros.
En noviembre de 2012, el Erasmus Medical Center de Róterdam secuenció e identificó una muestra de este virus enviada por Ali Mohamed Zaki al virólogo Ron Fuchier, un investigador líder en coronavirus. Ron Fouchier especuló con la posibilidad de que el virus podía haberse originado por una mutación a partir de virus muy similares detectados en murciélagos. Fuchier y su equipo de investigadores secuenciaron exitosamente el genoma completo del nuevo coronavirus, nombrando a la cadena viral como "Human Coronavirus-Erasmus Medical Center" (hCoV-EMC) en honor al centro de investigación al cual pertenecen. Publicaron la secuencia completa en GenBank (código de acceso: JX869059) en el otoño de 2012.
En mayo de 2013, el Grupo de Estudio de Coronavirus del Comité Internacional de Virus, adoptó como designación oficial el nombre de Middle East Respiratory Syndrome Coronavirus (MERS-CoV), que luego fue adoptado por la Organización Mundial de la Salud.
En mayo de 2013 se habían producido casos de infección por el MERS-CoV en 8 países: Jordania, Arabia Saudita, Catar, Reino Unido, Francia, Alemania, Emiratos Árabes Unidos y Túnez.
En su encuentro anual de la Asamblea Mundial de la Salud en mayo de 2013, la directora de la OMS Margaret Chan declaró que la existencia de patentes relacionadas con nuevas cepas de virus, no deberían impedir a las naciones proteger a sus ciudadanos, limitando las investigaciones científicas. El viceministro de Salud Ziad Memish expresó su preocupación de que los científicos que poseen la patente para el virus MERS-CoV no permitieran a investigadores utilizar material patentado y por ende retrasaran el desarrollo de pruebas de diagnóstico.
El 9 de septiembre de 2013, el gobierno saudí pidió a los musulmanes ancianos y enfermos crónicos que evitaran el hajj este año y restringió el número de visitantes permitidos para ingresar en el país debido al MERS-CoV.

### Brotes en Arabia Saudita
El primer aislamiento del hasta entonces desconocido coronavirus, fue realizado en un paciente varón Saudí de 60 años que presentaba una neumonía aguda y que posteriormente murió por insuficiencia renal en junio del 2012. El 12 de mayo del 2013 dos muertes más habían sido registradas en la región de al-Ahsa en Arabia Saudita. El 22 de septiembre del 2012, el Ministerio de Salud Saudí (MOH) informó sobre dos nuevos casos en ciudadanos saudíes con desenlace fatal y el 28 de mayo de 2013 se detectaron otros cinco casos. En agosto de 2013 el número total de pacientes diagnosticados en el país era de 76, llegando a 127 en noviembre de 2013.

### Reino Unido
En febrero de 2013, el primer caso en el Reino Unido del nuevo coronavirus fue confirmado en Manchester en un hombre de edad avanzada que recientemente había visitado el Oriente Medio y Pakistán; fue el décimo caso reportado a nivel global.
Un hijo del hombre, que visitó a su padre en el hospital de Birmingham donde se encontraba internado, contrajo el virus. Este hombre se encontraba inmunodeprimido a causa del tratamiento para un tumor cerebral, de esta forma se tuvo referencias acerca del primer caso con evidencia clara de contagio persona a persona. Este hombre murió el 19 de febrero de 2013.
El segundo paciente fue un hombre de 49 años de edad de origen catarí que habría visitado Arabia Saudí antes de caer enfermo y ser trasladado en una ambulancia aérea desde Doha a Londres el 11 de septiembre, día en que fue admitido en el Hospital St. Mary antes de ser transferido al Hospital St. Thomas. Este hombre fue tratado para su enfermedad respiratoria y, al igual que el primer paciente proveniente de Arabia Saudí, murió por fallo renal en octubre de 2012.

### Francia
El 7 de mayo de 2013, un caso fue confirmado en el departamento de Nord, Francia. Se trataba de un varón que habría viajado previamente a Dubái, en los Emiratos Árabes Unidos. El 12 de mayo de 2013, el Ministerio de Asuntos Sociales y Sanidad francés confirmó la existencia de un caso secundario en un varón previamente hospitalizado en la misma sala que el primer paciente. La primera muerte en Francia debida a MERS-CoV tuvo lugar a finales de mayo de 2013.

### Túnez
El 20 de mayo de 2013, el nuevo virus llegó a Túnez, provocando la muerte de un paciente varón e infectando a dos de sus familiares. Túnez es el octavo país en ser afectado por el MERS-CoV, tras Jordania, Arabia Saudí, Catar, Reino Unido, Francia, Alemania y los Emiratos Árabes Unidos.

### España
Con fecha 1 de noviembre de 2013, una mujer que había viajado a Arabia Saudí con motivo de la peregrinación islámica Hajj, contrajo la enfermedad, convirtiéndose en el primer caso detectado en este país.

### Estados Unidos
El 2 de mayo de 2014, se reportó un caso en Indiana, Estados Unidos, siendo esta la primera aparición de la enfermedad en los Estados Unidos, y en América en general.

## Prevención
Las estrategias para prevenir la transmisión de la enfermedad incluyen: el distanciamiento social, el uso de máscaras, lavarse las manos, evitar tocarse los ojos, la nariz o la boca con las manos sin lavar, toser o estornudar en un pañuelo desechable o pliegue del codo. La Organización Mundial de la Salud sugirió soluciones antisépticas para manos en las que el efecto antimicrobiano del alcohol altamente concentrado (etanol o isopropanol) se ve reforzado por la baja concentración de peróxido de hidrógeno, mientras que el tercer componente, el glicerol, actúa como humectante. Estas formulaciones se pueden preparar localmente en lugares remotos donde los desinfectantes de manos comerciales no están fácilmente disponibles. Para tales regiones, la síntesis electroquímica local de H2O2 a partir de agua u oxígeno tiene una importancia inmensa.
Se cree que la investigación actual sobre el SARS podría proporcionar un modelo útil para el desarrollo de tratamientos y vacunas contra la infección por MERS-CoV. Se están desarrollando vacunas para intentar prevenir la enfermedad.
Investigaciones de laboratorio, así como trabajos teóricos muy recientes, han destacado que los derivados del ácido benzoico son prometedores para inhibir el coronavirus (SARS-CoV). Debido a las similitudes clínicas entre el MERS-CoV y el SARS-CoV, estos compuestos deben probarse si también son activos para la inhibición de MERS-CoV.

## Vigilancia
En febrero de 2013 la OMS informó que el riesgo de una transmisión sostenida persona a persona parecía ser bastante bajo. El Centro Europeo para la Prevención y Control de Enfermedades (ECDC), una agencia independiente de la Unión Europea establecido en 2005 para mejorar la defensa de Europa contra las enfermedades infecciosas se encuentra estudiando la evolución del MERS-CoV desde febrero de 2013. El 29 de mayo de 2013, la Organización Mundial de la Salud advertía que el virus MERS-CoV es una amenaza a nivel mundial. Desde la fecha se han detectado 2605 casos y 936 muertes asociadas.La OMS informó el 24 de julio de 2023 que un hombre de 28 años dio positivo en las pruebas de MERS-CoV en una ciudad de Abu Dhabi, Emiratos Árabes Unidos.

## Taxonomía
El virus MERS-CoV pertenece al género betacoronavirus, al igual que el SARS-CoV y el SARS-CoV-2. Sin embargo el MERS-CoV se encuentra más estrechamente relacionado con los coronavirus de los murciélagos HKU4 y HKU5 (linaje 2C), compartiendo con ellos más del  99 % de su secuencia genética.